# Rediet Abebe
Rediet Abebe (em amárico: ረድኤት አበበ; nascida em 1991) é uma cientista da computação etíope que trabalha com algoritmos e inteligência artificial. Ela é Professora Assistente de Ciência da Computação na Universidade da Califórnia, Berkeley. Anteriormente, foi Junior Fellow na Harvard Society of Fellows.
A pesquisa de Abebe desenvolve estruturas matemáticas e computacionais para examinar questões relacionadas à desigualdade e justiça distributiva. Ela cofundou as iniciativas de pesquisa interdisciplinar multi-institucional MD4SG e Black in AI.

## Infância e educação
Abebe nasceu e foi criada em Adis Abeba, na Etiópia. Ela foi educada no Currículo Nacional da Etiópia na Escola Nazareth antes de ganhar uma bolsa competitiva baseada no mérito para frequentar a Escola da Comunidade Internacional de Adis Abeba para o ensino médio.
Abebe frequentou a Universidade de Harvard, onde obteve um diploma de bacharel em matemática e, mais tarde, um mestrado em matemática aplicada. Como estudante de graduação, ela foi coautora de trabalhos de pesquisa em matemática, física e saúde pública. Enquanto estava em Harvard, Abebe contribuiu para o The Harvard Crimson como redatora da equipe, onde se concentrou no sistema de escolas públicas de Cambridge (2009-2011).
Após a faculdade, ela frequentou a Universidade de Cambridge, como o Governador William Shirley Scholar, no Pembroke College. Ela completou a Parte III do Mathematical Tripos e obteve um Mestrado em Estudos Avançados em matemática pura sob a supervisão de Imre Leader.
Abebe completou seu doutorado em ciência da computação na Cornell University, onde foi orientada por Jon Kleinberg. Sua dissertação fez contribuições notáveis em vários campos da ciência da computação, recebendo o Prêmio de Dissertação ACM SIGKDD 2020 e uma menção honrosa para o Prêmio de Dissertação ACM SIGecom. Ela é a primeira mulher negra a concluir um doutorado em ciência da computação na história da Cornell University.

## Pesquisa e carreira
A pesquisa de Abebe desenvolve técnicas em IA e algoritmos, com foco em desigualdade e justiça distributiva. Seu trabalho introduziu novas estruturas algorítmicas para examinar questões relacionadas à discriminação e desigualdade.
Ao longo de 2019, Abebe atuou no National Institutes of Health Working Group on AI juntamente com especialistas em AI, incluindo Kate Crawford, Dina Katabi, Daphne Koller e Eric Lander. O grupo de trabalho foi encarregado de desenvolver um relatório abrangente e recomendações, que foram aprovadas por unanimidade pelo Comitê Consultivo ao Diretor e ao Diretor Geral do NIH, Francis Collins.
Em 2019, Abebe foi introduzida na Harvard Society of Fellows. Ela é a segunda Junior Fellow com um Doutorado em Ciência da Computação, a primeira mulher cientista da computação e a primeira cientista da computação negra na história da Sociedade.
Abebe ingressou no Departamento de Engenharia Elétrica e Ciências da Computação da Universidade da Califórnia, Berkeley, como Professora Assistente, com foco nas áreas de pesquisa de Inteligência Artificial; Ciências da Informação, Dados, Rede e Comunicação; e Teoria. Ela é a primeira professora negra na história do departamento e a segunda na história da Faculdade de Engenharia.
Abebe é membro do Berkeley Artificial Intelligence Research Lab (BAIR); o Instituto Berkeley para Ciência de Dados (BIDS); o Centro de Pesquisa em Tecnologia da Informação de Interesse da Sociedade - Instituto Banatao (CITRIS); e o Centro para os Fundamentos Teóricos da Aprendizagem, Inferência, Informação, Inteligência, Matemática e Microeconomia em Berkeley (CLIMB). Abebe também lidera o grupo de pesquisa Berkeley Equity and Access in Algorithms, Mechanisms and Optimization (BEAAMO).

### Projeto de mecanismo para o bem social
Abebe cofundou a iniciativa de pesquisa MD4SG, um coletivo de pesquisa multidisciplinar que usa algoritmos e design de mecanismos para combater a desigualdade, com Kira Goldner, em 2016. Desde então, Abebe co-organiza a iniciativa com Irene Lo e Ana-Andreea Stoica. O MD4SG organiza uma série anual de workshops destacando o trabalho e conectando a comunidade de pesquisadores comprometidos com o uso de algoritmos para melhorar o bem-estar social. Em 2021, ela co-lançou a Conferência ACM sobre Equidade e Acesso em Algoritmos, Mecanismos e Otimização (EAAMO) e atuou como co-presidente do programa inaugural.
Abebe foi homenageada como pioneira no Innovators Under 35 da MIT Technology Review de 2019, em parte por seu trabalho como cofundadora do MD4SG. Sua dissertação recebeu o 2020 ACM SIGKDD Dissertation Award e uma menção honrosa para o ACM SIGecom Dissertation Award por oferecer fundamentos desta área de pesquisa emergente.

### Preto em IA
Abebe co-fundou a Black in AI, uma rede de 1.500 pesquisadores trabalhando em IA, com Timnit Gebru, em 2016. A organização organiza workshops anuais na Conferência sobre Sistemas de Processamento de Informações Neurais (NeurIPS) e oferece oportunidades de networking e colaboração. Por meio de Black in AI, Abebe liderou o Programa Acadêmico, pelo qual foi homenageada na lista Bloomberg 50 de 2019 como uma pessoa a ser observada.

## Premios e honras
Os prêmios e honras que Abebe recebeu incluem: